# باري ميرفي (لاعب كرة قدم)
باري ميرفي (بالإنجليزية: Barry Murphy)‏ (10 فبراير 1940 في المملكة المتحدة - ) هو لاعب كرة قدم بريطاني في مركز الظهير. لعب مع نادي بارنسلي.

## وصلات خارجية
- باري ميرفي على موقع قاعدة بيانات كرة القدم.إي يو (الإنجليزية)